# Powerless (canção de Rudimental)
Powerless é uma canção do quarteto britânico Rudimental com a participação da cantora e compositora inglesa Becky Hill. A canção foi lançada no Reino Unido em 23 de fevereiro de 2014, como sétimo single do seu primeiro álbum de estúdio, Home.

## Vídeo musical
Um videoclipe da música foi lançado no YouTube em 29 de janeiro de 2014, com um comprimento de três minutos e cinquenta e seis segundos, e foi dirigido pelo diretor David Edwards.

## Faixas
| N.º | Título | Duração |  |

| N.º | Título | Duração |  |

## Paradas musicais

### Paradas semanais
| Chart (2014)                   | Pico de posição |
| ------------------------------ | --------------- |
| Reino Unido (UK Dance Chart)   | 19              |
| Reino Unido (UK Singles Chart) | 73              |

## Histórico de lançamento
| Região      | Data                    | Formato          | Gravadora      |
| ----------- | ----------------------- | ---------------- | -------------- |
| Reino Unido | 23 de fevereiro de 2014 | Download digital | Asylum Records |